# Lili (film)
Pour les articles homonymes, voir Lili.
Pour plus de détails, voir Fiche technique et Distribution.
Lili est un film américain réalisé Charles Walters avec Leslie Caron et Mel Ferrer, sorti en 1953.

## Synopsis
Lili Daurier (Leslie Caron), une jeune orpheline de 16 ans, à la recherche d’un emploi, échoue dans un parc d’attractions d'une ville française. Sa naïveté et son imaginaire d'adolescente la font s'amouracher de Marc le magicien, coureur de jupons (Jean-Pierre Aumont) et dont la partenaire de son spectacle n'est autre que son épouse Rosalie (Zsa Zsa Gabor). Ayant perdu son emploi, sans logement et par dépit amoureux, Lili tente de se suicider. C'est à ce moment qu'intervient Paul Berthalet, un marionnettiste, ex-danseur estropié (Mel Ferrer), dont le castelet se trouvait à proximité du lieu du drame en devenir. Les appels de la marionnette attirent l'attention de Lili et la détournent de son intention morbide. Alors commence un dialogue entre Lili et les quatre personnages de ce théâtre guignol qui deviendra un des spectacles les plus prisés du parc d’attractions.

## Fiche technique
- Titre : Lili
- Réalisation : Charles Walters
- Scénario : Helen Deutsch, d'après une histoire de Paul Gallico
- Direction artistique : Cedric Gibbons, Paul Groesse
- Décors : Arthur Krams, Edwin B. Willis
- Costumes : Mary Ann Nyberg
- Création des marionnettes : Michael O'Rourke
- Marionnettistes : George Latshaw, Wolo Von Trutzschler
- Photographie : Robert H. Planck
- Son : Douglas Shearer, Joe Edmondson
- Montage : Ferris Webster
- Musique : Bronislau Kaper
- Musique additionnelle : Gerald Fried
- Direction musicale : Hans Sommer
- Orchestrations : Robert Franklyn
- Chanson : Hi-Lili, Hi-Lo, paroles de Helen Deutsch et musique de Bronislau Kaper, interprétée par Leslie Caron
- Chorégraphie : Charles Walters
- Pays d'origine :  États-Unis
- Tournage : 
  - Langue : anglais
  - Période prises de vue : début mars à fin avril 1952
- Production : Edwin H. Knopf
- Sociétés de production : Metro-Goldwyn-Mayer, Loew's
- Sociétés de distribution : Metro-Goldwyn-Mayer, Paramount Pictures (France)
- Format : couleur (Technicolor) — 35 mm — 1.37:1 — monophonique (Western Electric Sound System)
- Genre : film musical, comédie dramatique
- Durée : 81 minutes
- Dates de sortie :
  - États-Unis : 10 mars 1953
  - France : 1er avril 1953
- Mention CNC : tous publics (visa d'exploitation no 13918 délivré le 2 juin 1953)

## Distribution
- Leslie Caron (VF : Micheline Cevennes) : Lili Daurier
- Mel Ferrer (VF : Bernard Noël) : Paul Berthalet
- Jean-Pierre Aumont : Marc
- Zsa Zsa Gabor (VF : Lily Baron) : Rosalie
- Kurt Kasznar : Jacquot
- Amanda Blake : Peach Lips
- Alex Gerry : le propriétaire du magasin
- Ralph Dumke : Monsieur Corvier
- Wilton Graff : Monsieur Tonit
- George Baxter : Monsieur Enrique

## Récompenses et nominations

### Récompenses
- Festival de Cannes 1953 : 
  - Prix international du film de divertissement à Charles Walters[1]
  - Mention spéciale pour l'harmonie de l'interprétation[réf. nécessaire]
- Oscar 1954 : Oscar de la meilleure musique de film à Bronislau Kaper
- BAFTA 1954 : BAFTA de la meilleure actrice dans un rôle principal à Leslie Caron
- Golden Globes 1954 : Golden Globe du meilleur scénario à Helen Deutsch
- Writers Guild of America 1954 : prix du meilleur scénario de comédie musicale à Helen Deutsch

### Nominations
- Oscar 1954 :
  - Charles Walters nommé pour l'Oscar du meilleur réalisateur
  - Leslie Caron nommée pour l'Oscar de la meilleure actrice
  - Cedric Gibbons, Paul Groesse, Edwin B. Willis et Arthur Krams nommés pour l'Oscar de la meilleure direction artistique
  - Robert H. Planck nommé pour l'Oscar de la meilleure photographie
  - Helen Deutsch nommée pour l'Oscar du meilleur scénario adapté
- BAFTA 1954 : nommé pour le BAFTA du meilleur film toutes sources
- Directors Guild of America 1954 : Charles Walters nommé pour le prix de la meilleure réalisation

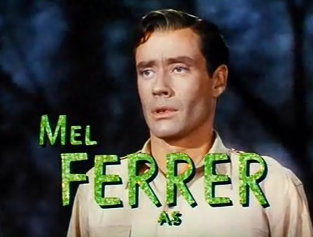
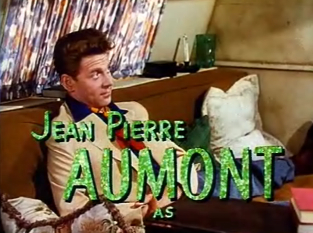
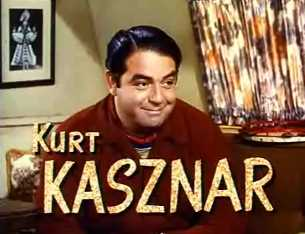
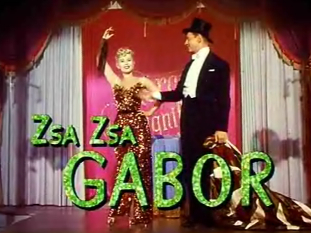